# همه‌دندانان
همه‌دندانان (نام علمی: Pantodonta) نام یک زیرراسته از راسته خاک‌سفیددزدان است.